# 泽莱内 (新米科拉伊夫卡市镇)
47°54′25″N 36°3′41″E / 47.90694°N 36.06139°E
澤萊內（烏克蘭語：Зелене）是位於烏克蘭東南部的村莊，由扎波羅熱州扎波羅熱区的新米科拉伊夫卡市鎮負責管轄。該村始建於1929年，面積6.59平方公里，海拔高度129米，2001年人口196，人口密度每平方公里29.7人。